# Hoàn Nhan Doãn Cung
Hoàn Nhan Doãn Cung (完颜允恭, 1146 - 1185), ông là con trai thứ hai của Kim Thế Tông. Tên Nữ Chân là Hoàn Nhan Hồ Thổ Ngõa (完顏胡土瓦). Mẹ là Minh Đức Hoàng hậu Ô Lâm Đáp Thị (烏林答氏).
Ông sinh vào năm Bính Dần Hoàng Thống thứ 6 (1146). Tháng 4 năm 1162, được ban tên gọi Doãn Địch, tháng 5 được phong làm Hoàng Thái Tử. Tháng giêng năm Đại Định thứ 8 (1168), được đổi tên thành Doãn Cung. Tháng 3 năm Đại Định thứ 24 (1184), Kim Thế Tông du hành tới phủ Hội Ninh tại Thượng Kinh (nay là quận A Thành, thành phố Cáp Nhĩ Tân, tỉnh Hắc Long Giang), chiếu thái tử thủ quốc. Tháng 6 năm Đại Định thứ 25 (1185), vì bệnh tật thái tử mất tại điện Thừa Hoa. Nhận được tin, Kim Thế Tông vô cùng thương xót, ban thụy hiệu cho ông là Tuyên Hiếu thái tử. Năm Đại Định thứ 26 (1186), Thế Tông lập con trai của thái tử là Hoàn Nhan Cảnh làm hoàng thái tôn. 
Sau này, Hoàn Nhan Cảnh khi lên ngôi đã truy miếu hiệu cho ông là Hiển Tông, thụy hiệu là Thể Đạo Hoằng Nhân Anh Văn Duệ Đức Quang Hiếu Hoàng đế.

## Gia đình
- Hiếu Ý hoàng hậu Đồ Đan thị
  - Kim Chương Tông Hoàn Nhan Cảnh
- Chiêu Thánh hoàng hậu Lưu thị
  - Kim Tuyên Tông Hoàn Nhan Tuần